# Станислав Григоров
Станислав Цонев Григоров е български гребец.

## Биография
Роден е в семейството на известния русенски треньор Цоню Григоров. Учи в профилираната математическа гимназия „Баба Тонка” в Русе. Като седмокласник печели сребърен медал при участието си в едно от най-трудните математически състезания в света – Asia International Mathematical Olympiad (AIMO), проведено от 3 до 7 август 2018 г. в Банкок, Тайланд. Носител на награди и от други математически състезания. Член на първия випуск на „Отличниците на България“.
Като гребец е представител на „Локомотив“ – Русе. През май 2022 г. в състава на четворка скул заедно със Стефан Мутич, Йоан Иванов и Владимир Ботев участва на Европейското първенство за юноши (под 19 години) във Варезе, Италия. Класират се на осмо място. През същата година се класират за участие на Световно първенство по гребане под 19 години през юли във Варезе и стигат до полуфиналите. През септември 2022 година се класират на първо място на Балканско първенство във Вишеград, Босна и Херцеговина.